# Kimberley (ort i Australien)
Kimberley är en ort i Australien. Den ligger i kommunen Meander Valley och delstaten Tasmanien, i den sydöstra delen av landet, omkring 180 kilometer nordväst om delstatshuvudstaden Hobart. Antalet invånare är 304.
Runt Kimberley är det mycket glesbefolkat, med 2 invånare per kvadratkilometer.. Närmaste större samhälle är Latrobe, omkring 20 kilometer norr om Kimberley. 
I omgivningarna runt Kimberley växer i huvudsak städsegrön lövskog. Genomsnittlig årsnederbörd är 1 279 millimeter. Den regnigaste månaden är augusti, med i genomsnitt 174 mm nederbörd, och den torraste är januari, med 42 mm nederbörd.